# Dorfkirche Diedersdorf (Großbeeren)

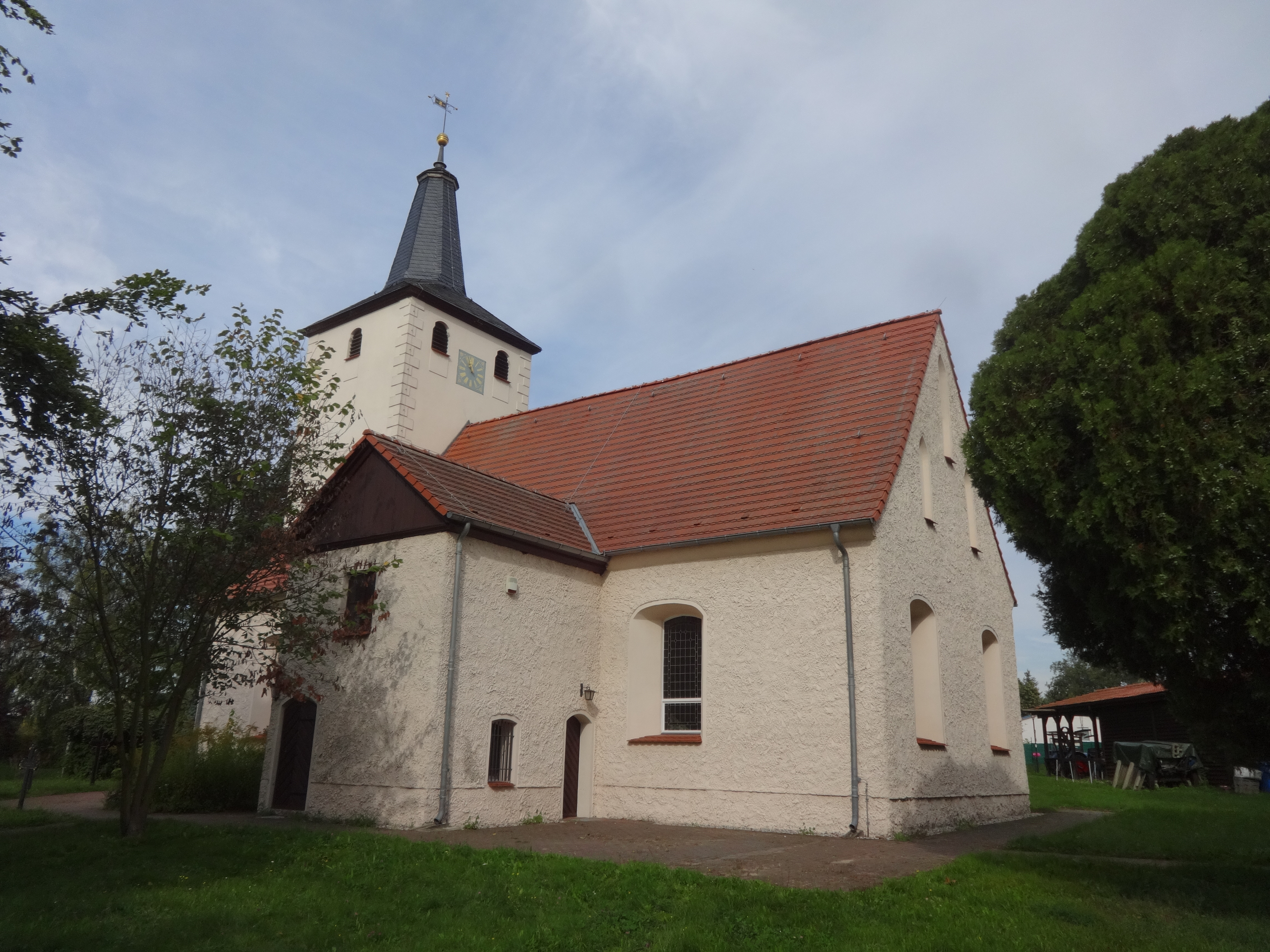
Dorfkirche Diedersdorf

Die evangelische Dorfkirche Diedersdorf ist eine verputzte Feldsteinkirche aus der 1. Hälfte des 14. Jahrhunderts in Diedersdorf, einem Ortsteil der Gemeinde Großbeeren im Landkreis Teltow-Fläming im Land Brandenburg. Die Kirchengemeinde des Evangelischen Pfarrsprengels Großbeeren gehört zum Kirchenkreis Zossen-Fläming der Evangelischen Kirche Berlin-Brandenburg-schlesische Oberlausitz.

## Lage
Das Bauwerk steht auf dem historischen Dorfanger auf einer erhöhten Fläche. Sie wird durch die Dorfstraße von Norden her erschlossen, die als Kirchplatz in südlicher und schließlich in östlicher Richtung um das Bauwerk führt. Das Grundstück ist nicht eingefriedet.

## Geschichte
Der Sakralbau entstand in der ersten Hälfte des 14. Jahrhunderts. 1654 vergrößerten Handwerker – mit Ausnahme der Ostseite – die gotischen Öffnungen. In den Jahren 1710 bis 1712 erweiterte die Kirchengemeinde das Bauwerk um den Kirchturm aus Fachwerk sowie eine Patronatsloge an der Südseite. Die Wetterfahne erinnert mit dem Wappen an die damalige Patronatsfamilie von der Marwitz. Diese wurde 1848 erweitert. 1826 erhielt der Turm einen Helm. In den Jahren 1996 bis 2000 sanierten Handwerker die Kirche.

## Baubeschreibung

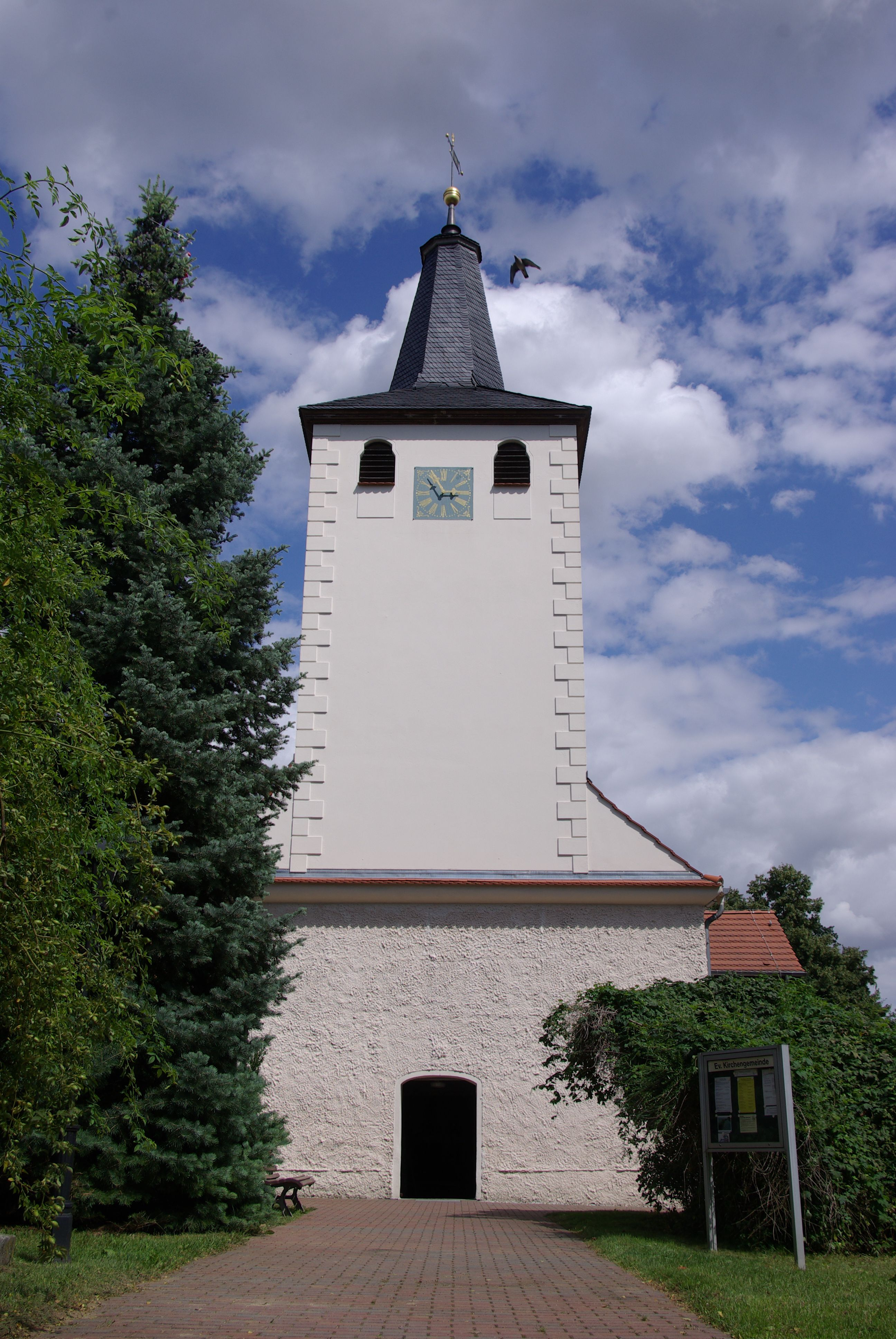
Westturm

Das Bauwerk wurde im Wesentlichen aus Feldsteinen errichtet, die zu einem späteren Zeitpunkt mit einem hellen Strukturputz versehen wurden. Aussagen über die Lagigkeit oder Schichtung können daher ohne weitere Untersuchungen nicht getroffen werden. Der Chor ist gerade und nicht eingezogen. An der Ostseite sind zwei bienenkorbförmige Fenster mit glatten, abgefasten Laibungen. Im ebenfalls verputzten Giebel sind drei schmale Lanzettfenster, von denen das mittlere bis in den Giebel hineinreicht. Es ist im unteren Bereich als Blende ausgeführt. Die beiden anderen Fenster sind zugesetzt und verputzt.
Das Kirchenschiff hat einen rechteckigen Grundriss. An der südlichen Wand des Schiffs sind im westlichen Bereich zwei, im östlichen Bereich ein ebenfalls bienenkorbförmiges Fenster. Dazwischen ist die zweigeschossige Patronatsloge. Sie kann von Süden, Westen und Osten aus durch jeweils eine Tür betreten werden. An der Ostwand ist ein kleines Fenster im Erdgeschoss; an der Südwand im oberen Geschoss. Der Südgiebel ist verbrettert, darauf – wie auch am Kirchenschiff – ein schlichtes Satteldach. An der Nordseite des Schiffs sind lediglich drei große Fenster.
Der Westturm ist aus Aufsatz auf das Schiff ausgeführt. Der besteht aus Fachwerk, das flächig verputzt ist. Die Ecken sind mit einem Quaderputz versehen. An der West- und Ostseite sind im oberen Bereich je zwei rechteckige Klangarkaden; dazwischen eine Turmuhr. An den beiden anderen Seiten ist nur jeweils eine Öffnung. Daran schließt sich der achtfach geknickte Turmhelm an, der mit Turmkugel und Wetterfahne abschließt.

## Ausstattung
Die Kanzel, Fünte sowie die Hufeisenempore stammen aus dem Ende des 19. Jahrhunderts. Zur weiteren Kirchenausstattung gehört ein Ölgemälde von Abraham Bloemaert. Es zeigt die Anbetung der Hirten und ist auf das Jahr 1640 datiert. In der Patronatsloge steht ein Epitaph aus Sandstein, das an Hans Friedrich von Thümen erinnert, der 1661 starb. Eine Besonderheit ist die in das in die Empore integrierte Orgelprospekt. Das Instrument ist im Jahr 2019 nicht spielbar. Im Altarraum steht daher eine weitere, deutlich kleinere Orgel.
Das Bauwerk hat in seinem Innern eine teilweise offene Dachkonstruktion mit einer Spitzbogenblende an der Ostwand. Die Glocke wurde 1592 gegossen.
Südwestlich vor der Kirche liegt ein Findling mit einer Gedenktafel. Sie hat die Inschrift: „Zum Gedenken / an die Opfer / von Krieg und / Gewaltherrschaft – / Den Lebenden / zur Mahnung“.